# Procol’s Ninth
Procol’s Ninth — восьмой студийный альбом британской прогрессив рок-группы Procol Harum (и девятый по счёту альбом, если считать концертный в Эдмонтоне с симфоническим оркестром, отсюда название), выпущенный в сентябре 1975 года лейблом «Chrysalis Records». Диск был ремастирован и переиздан в 2009 году с добавлением трёх бонус-треков.

## Список композиций
Все композиции написаны Брукером и Ридом , за исключением выделенных.

### Сторона А
1. "Pandora's Box" – 3:39
2. "Fool's Gold" – 3:59
3. "Taking the Time" – 3:39
4. "The Unquiet Zone" – 3:39
5. "The Final Thrust" – 4:41

### Сторона Б
1. "I Keep Forgetting" (Джерри Либер и Майк Столлер) – 3:27
2. "Without a Doubt" – 4:30
3. "The Piper's Tune" – 4:26
4. "Typewriter Torment" – 4:29
5. "Eight Days a Week" (John Lennon, Paul McCartney) – 2:55

### Бонус-треки переиздания 2009 года
1. "The Unquiet Zone" (raw track) – 4:23
2. "Taking The Time" (raw track) – 4:34
3. "Fool's Gold" (raw track) – 3:53

## Участники записи
- Гэри Брукер — вокал, фортепиано
- Mick Grabham — гитара
- Chris Copping — орган
- Alan Cartwright — бас-гитара
- Барри Уилсон — ударные
- Кит Рид — тексты песен